# Bernardia laurentii
Bernardia laurentii är en törelväxtart som beskrevs av Richard Alden Howard. Bernardia laurentii ingår i släktet Bernardia och familjen törelväxter. Inga underarter finns listade i Catalogue of Life.